# Subdivisões de Gansu
A província de Gansu está dividida administrativamente da seguinte forma:

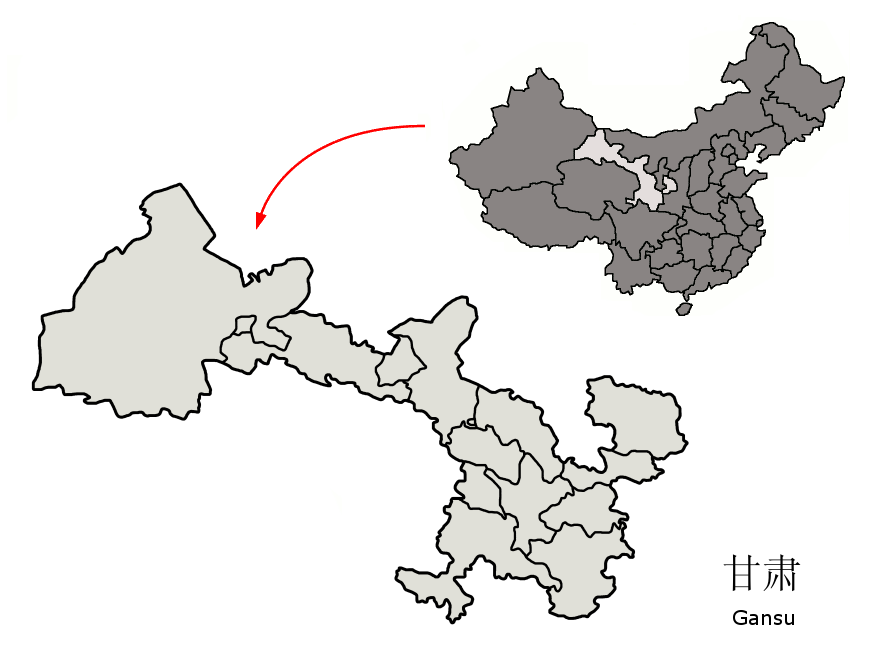
Subdivisões da província de Gansu.

| Nível prefeitural                                                    | Nível distrital                                               | Nível distrital                                               | Nível distrital                                               |
| Nível prefeitural                                                    | Nome                                                          | Chinês simplificado                                           | Pinyin                                                        |
| -------------------------------------------------------------------- | ------------------------------------------------------------- | ------------------------------------------------------------- | ------------------------------------------------------------- |
| Cidade administrativa de Lanzhou 兰州市 Lánzhōu Shì                  | Distrito de Chengguan                                         | 城关区                                                        | Chéngguān Qū                                                  |
| Cidade administrativa de Lanzhou 兰州市 Lánzhōu Shì                  | Distrito de Qilihe                                            | 七里河区                                                      | Qīlǐhé Qū                                                     |
| Cidade administrativa de Lanzhou 兰州市 Lánzhōu Shì                  | Distrito de Xigu                                              | 西固区                                                        | Xīgù Qū                                                       |
| Cidade administrativa de Lanzhou 兰州市 Lánzhōu Shì                  | Distrito de Anning                                            | 安宁区                                                        | Ānníng Qū                                                     |
| Cidade administrativa de Lanzhou 兰州市 Lánzhōu Shì                  | Distrito de Honggu                                            | 红古区                                                        | Hónggǔ Qū                                                     |
| Cidade administrativa de Lanzhou 兰州市 Lánzhōu Shì                  | Comarca de Yongdeng                                           | 永登县                                                        | Yǒngdēng Xiàn                                                 |
| Cidade administrativa de Lanzhou 兰州市 Lánzhōu Shì                  | Comarca de Gaolan                                             | 皋兰县                                                        | Gāolán Xiàn                                                   |
| Cidade administrativa de Lanzhou 兰州市 Lánzhōu Shì                  | Comarca de Yuzhong                                            | 榆中县                                                        | Yúzhōng Xiàn                                                  |
| Cidade administrativa de Jiayuguan 嘉峪关市 Jiāyùguān Shì            | Não tem divisões de nível distrital, apenas de nível cantonal | Não tem divisões de nível distrital, apenas de nível cantonal | Não tem divisões de nível distrital, apenas de nível cantonal |
| Cidade administrativa de Jinchang 金昌市 Jīnchāng Shì                | Distrito de Jinchuan                                          | 金川区                                                        | Jīnchuān Qū                                                   |
| Cidade administrativa de Jinchang 金昌市 Jīnchāng Shì                | Comarca de Yongchang                                          | 永昌县                                                        | Yǒngchāng Xiàn                                                |
| Cidade administrativa de Baiyin 白银市 Báiyín Shì                    | Distrito de Baiyin                                            | 白银区                                                        | Báiyín Qū                                                     |
| Cidade administrativa de Baiyin 白银市 Báiyín Shì                    | Distrito de Pingchuan                                         | 平川区                                                        | Píngchuān Qū                                                  |
| Cidade administrativa de Baiyin 白银市 Báiyín Shì                    | Comarca de Jingyuan                                           | 靖远县                                                        | Jìngyuǎn Xiàn                                                 |
| Cidade administrativa de Baiyin 白银市 Báiyín Shì                    | Comarca de Huining                                            | 会宁县                                                        | Huìníng Xiàn                                                  |
| Cidade administrativa de Baiyin 白银市 Báiyín Shì                    | Comarca de Jingtai                                            | 景泰县                                                        | Jǐngtài Xiàn                                                  |
| Cidade administrativa de Tianshui 天水市 Tiānshuǐ Shì                | Distrito de Qinzhou                                           | 秦州区                                                        | Qínzhōu Qū                                                    |
| Cidade administrativa de Tianshui 天水市 Tiānshuǐ Shì                | Distrito de Maiji                                             | 麦积区                                                        | Màijī Qū                                                      |
| Cidade administrativa de Tianshui 天水市 Tiānshuǐ Shì                | Comarca de Qingshui                                           | 清水县                                                        | Qīngshuǐ Xiàn                                                 |
| Cidade administrativa de Tianshui 天水市 Tiānshuǐ Shì                | Comarca de Qin'an                                             | 秦安县                                                        | Qín'ān Xiàn                                                   |
| Cidade administrativa de Tianshui 天水市 Tiānshuǐ Shì                | Comarca de Gangu                                              | 甘谷县                                                        | Gāngǔ Xiàn                                                    |
| Cidade administrativa de Tianshui 天水市 Tiānshuǐ Shì                | Comarca de Wushan                                             | 武山县                                                        | Wǔshān Xiàn                                                   |
| Cidade administrativa de Tianshui 天水市 Tiānshuǐ Shì                | Comarca autónoma de Zhangjiachuan                             | 张家川回族自治县                                              | Zhāngjiāchuān huízú Zìzhìxiàn                                 |
| Cidade administrativa de Wuwei 武威市 Wǔwēi Shì                      | Distrito de Liangzhou                                         | 凉州区                                                        | Liángzhōu Qū                                                  |
| Cidade administrativa de Wuwei 武威市 Wǔwēi Shì                      | Comarca de Minqin                                             | 民勤县                                                        | Mínqín Xiàn                                                   |
| Cidade administrativa de Wuwei 武威市 Wǔwēi Shì                      | Comarca de Gulang                                             | 古浪县                                                        | Gǔlàng Xiàn                                                   |
| Cidade administrativa de Wuwei 武威市 Wǔwēi Shì                      | Comarca autónoma de Tianzhu                                   | 天祝藏族自治县                                                | Tiānzhù zàngzú Zìzhìxiàn                                      |
| Cidade administrativa de Jiuquan 酒泉市 Jiǔquán Shì                  | Distrito de Suzhou                                            | 肃州区                                                        | Sùzhōu Qū                                                     |
| Cidade administrativa de Jiuquan 酒泉市 Jiǔquán Shì                  | Cidade administrativa de Yumen                                | 玉门市                                                        | Yùmén Shì                                                     |
| Cidade administrativa de Jiuquan 酒泉市 Jiǔquán Shì                  | Cidade administrativa de Dunhuang                             | 敦煌市                                                        | Dūnhuáng Shì                                                  |
| Cidade administrativa de Jiuquan 酒泉市 Jiǔquán Shì                  | Comarca de Jinta                                              | 金塔县                                                        | Jīntǎ Xiàn                                                    |
| Cidade administrativa de Jiuquan 酒泉市 Jiǔquán Shì                  | Comarca de Guazhou                                            | 瓜州县                                                        | Guāzhōu Xiàn                                                  |
| Cidade administrativa de Jiuquan 酒泉市 Jiǔquán Shì                  | Comarca autónoma de Subei                                     | 肃北蒙古族自治县                                              | Sùběi měnggǔzú Zìzhìxiàn                                      |
| Cidade administrativa de Jiuquan 酒泉市 Jiǔquán Shì                  | Comarca autónoma de Aksay                                     | 阿克塞哈萨克族自治县                                          | Ākèsài hāsàkèzú Zìzhìxiàn                                     |
| Cidade administrativa de Zhangye 张掖市 Zhāngyè Shì                  | Distrito de Ganzhou                                           | 甘州区                                                        | Gānzhōu Qū                                                    |
| Cidade administrativa de Zhangye 张掖市 Zhāngyè Shì                  | Comarca de Minle                                              | 民乐县                                                        | Mínlè Xiàn                                                    |
| Cidade administrativa de Zhangye 张掖市 Zhāngyè Shì                  | Comarca de Linze                                              | 临泽县                                                        | Línzé Xiàn                                                    |
| Cidade administrativa de Zhangye 张掖市 Zhāngyè Shì                  | Comarca de Gaotai                                             | 高台县                                                        | Gāotái Xiàn                                                   |
| Cidade administrativa de Zhangye 张掖市 Zhāngyè Shì                  | Comarca de Shandan                                            | 山丹县                                                        | Shāndān Xiàn                                                  |
| Cidade administrativa de Zhangye 张掖市 Zhāngyè Shì                  | Comarca autónoma de Sunan                                     | 肃南裕固族自治县                                              | Sùnán yùgùzú Zìzhìxiàn                                        |
| Cidade administrativa de Qingyang 庆阳市 Qìngyáng Shì                | Distrito de Xifeng                                            | 西峰区                                                        | Xīfēng Qū                                                     |
| Cidade administrativa de Qingyang 庆阳市 Qìngyáng Shì                | Comarca de Qingcheng                                          | 庆城县                                                        | Qìngchéng Xiàn                                                |
| Cidade administrativa de Qingyang 庆阳市 Qìngyáng Shì                | Comarca de Huan                                               | 环县                                                          | Huán Xiàn                                                     |
| Cidade administrativa de Qingyang 庆阳市 Qìngyáng Shì                | Comarca de Huachi                                             | 华池县                                                        | Huáchí Xiàn                                                   |
| Cidade administrativa de Qingyang 庆阳市 Qìngyáng Shì                | Comarca de Heshui                                             | 合水县                                                        | Héshuǐ Xiàn                                                   |
| Cidade administrativa de Qingyang 庆阳市 Qìngyáng Shì                | Comarca de Zhengning                                          | 正宁县                                                        | Zhèngníng Xiàn                                                |
| Cidade administrativa de Qingyang 庆阳市 Qìngyáng Shì                | Comarca de Ning                                               | 宁县                                                          | Níng Xiàn                                                     |
| Cidade administrativa de Qingyang 庆阳市 Qìngyáng Shì                | Comarca de Zhenyuan                                           | 镇原县                                                        | Zhènyuán Xiàn                                                 |
| Cidade administrativa de Pingliang 平凉市 Píngliáng Shì              | Distrito de Kongtong                                          | 崆峒区                                                        | Kōngtóng Qū                                                   |
| Cidade administrativa de Pingliang 平凉市 Píngliáng Shì              | Comarca de Jingchuan                                          | 泾川县                                                        | Jīngchuān Xiàn                                                |
| Cidade administrativa de Pingliang 平凉市 Píngliáng Shì              | Comarca de Lingtai                                            | 灵台县                                                        | Língtái Xiàn                                                  |
| Cidade administrativa de Pingliang 平凉市 Píngliáng Shì              | Comarca de Chongxin                                           | 崇信县                                                        | Chóngxìn Xiàn                                                 |
| Cidade administrativa de Pingliang 平凉市 Píngliáng Shì              | Comarca de Huating                                            | 华亭县                                                        | Huátíng Xiàn                                                  |
| Cidade administrativa de Pingliang 平凉市 Píngliáng Shì              | Comarca de Zhuanglang                                         | 庄浪县                                                        | Zhuānglàng Xiàn                                               |
| Cidade administrativa de Pingliang 平凉市 Píngliáng Shì              | Comarca de Jingning                                           | 静宁县                                                        | Jìngníng Xiàn                                                 |
| Cidade administrativa de Dingxi 定西市 Dìngxī Shì                    | Distrito de Anding                                            | 安定区                                                        | Āndìng Qū                                                     |
| Cidade administrativa de Dingxi 定西市 Dìngxī Shì                    | Comarca de Tongwei                                            | 通渭县                                                        | Tōngwèi Xiàn                                                  |
| Cidade administrativa de Dingxi 定西市 Dìngxī Shì                    | Comarca de Lintao                                             | 临洮县                                                        | Líntáo Xiàn                                                   |
| Cidade administrativa de Dingxi 定西市 Dìngxī Shì                    | Comarca de Zhang                                              | 漳县                                                          | Zhāng Xiàn                                                    |
| Cidade administrativa de Dingxi 定西市 Dìngxī Shì                    | Comarca de Min                                                | 岷县                                                          | Mín Xiàn                                                      |
| Cidade administrativa de Dingxi 定西市 Dìngxī Shì                    | Comarca de Weiyuan                                            | 渭源县                                                        | Wèiyuán Xiàn                                                  |
| Cidade administrativa de Dingxi 定西市 Dìngxī Shì                    | Comarca de Longxi                                             | 陇西县                                                        | Lǒngxī Xiàn                                                   |
| Cidade administrativa de Longnan 陇南市 Lǒngnán Shì                  | Distrito de Wudu                                              | 武都区                                                        | Wǔdū Qū                                                       |
| Cidade administrativa de Longnan 陇南市 Lǒngnán Shì                  | Comarca de Cheng                                              | 成县                                                          | Chéng Xiàn                                                    |
| Cidade administrativa de Longnan 陇南市 Lǒngnán Shì                  | Comarca de Dangchang                                          | 宕昌县                                                        | Dàngchāng Xiàn                                                |
| Cidade administrativa de Longnan 陇南市 Lǒngnán Shì                  | Comarca de Kang                                               | 康县                                                          | Kāng Xiàn                                                     |
| Cidade administrativa de Longnan 陇南市 Lǒngnán Shì                  | Comarca de Wen                                                | 文县                                                          | Wén Xiàn                                                      |
| Cidade administrativa de Longnan 陇南市 Lǒngnán Shì                  | Comarca de Xihe                                               | 西和县                                                        | Xīhé Xiàn                                                     |
| Cidade administrativa de Longnan 陇南市 Lǒngnán Shì                  | Comarca de Li                                                 | 礼县                                                          | Lǐ Xiàn                                                       |
| Cidade administrativa de Longnan 陇南市 Lǒngnán Shì                  | Comarca de Liangdang                                          | 两当县                                                        | Liǎngdāng Xiàn                                                |
| Cidade administrativa de Longnan 陇南市 Lǒngnán Shì                  | Comarca de Hui                                                | 徽县                                                          | Huī Xiàn                                                      |
| Prefeitura autónoma de Linxia 临夏回族自治州 Línxià huizù Zìzhìzhōu  | Cidade administrativa de Linxia                               | 临夏市                                                        | Línxià Shì                                                    |
| Prefeitura autónoma de Linxia 临夏回族自治州 Línxià huizù Zìzhìzhōu  | Comarca de Linxia                                             | 临夏县                                                        | Línxià Xiàn                                                   |
| Prefeitura autónoma de Linxia 临夏回族自治州 Línxià huizù Zìzhìzhōu  | Comarca de Kangle                                             | 康乐县                                                        | Kānglè Xiàn                                                   |
| Prefeitura autónoma de Linxia 临夏回族自治州 Línxià huizù Zìzhìzhōu  | Comarca de Yongjing                                           | 永靖县                                                        | Yǒngjìng Xiàn                                                 |
| Prefeitura autónoma de Linxia 临夏回族自治州 Línxià huizù Zìzhìzhōu  | Comarca de Guanghe                                            | 广河县                                                        | Guǎnghé Xiàn                                                  |
| Prefeitura autónoma de Linxia 临夏回族自治州 Línxià huizù Zìzhìzhōu  | Comarca de Hezheng                                            | 和政县                                                        | Hézhèng Xiàn                                                  |
| Prefeitura autónoma de Linxia 临夏回族自治州 Línxià huizù Zìzhìzhōu  | Comarca autónoma de Dongxiang                                 | 东乡族自治县                                                  | Dōngxiāngzú Zìzhìxiàn                                         |
| Prefeitura autónoma de Linxia 临夏回族自治州 Línxià huizù Zìzhìzhōu  | Comarca autónoma de Jishishan                                 | 积石山保安族东乡族 撒拉族自治县                               | Jīshíshān bǎo'ānzú dōngxiāngzú sālāzú Zìzhìxiàn               |
| Prefeitura autónoma de Gannan 甘南藏族自治州 Gānnán zàngzú Zìzhìzhōu | Cidade administrativa de Hezuo                                | 合作市                                                        | Hézuò Shì                                                     |
| Prefeitura autónoma de Gannan 甘南藏族自治州 Gānnán zàngzú Zìzhìzhōu | Comarca de Lintan                                             | 临潭县                                                        | Líntán Xiàn                                                   |
| Prefeitura autónoma de Gannan 甘南藏族自治州 Gānnán zàngzú Zìzhìzhōu | Comarca de Jonê                                               | 卓尼县                                                        | Zhuóní Xiàn                                                   |
| Prefeitura autónoma de Gannan 甘南藏族自治州 Gānnán zàngzú Zìzhìzhōu | Comarca de Zhugqu                                             | 舟曲县                                                        | Zhōuqū Xiàn                                                   |
| Prefeitura autónoma de Gannan 甘南藏族自治州 Gānnán zàngzú Zìzhìzhōu | Comarca de Têwo                                               | 迭部县                                                        | Diébù Xiàn                                                    |
| Prefeitura autónoma de Gannan 甘南藏族自治州 Gānnán zàngzú Zìzhìzhōu | Comarca de Maqu                                               | 玛曲县                                                        | Mǎqū Xiàn                                                     |
| Prefeitura autónoma de Gannan 甘南藏族自治州 Gānnán zàngzú Zìzhìzhōu | Comarca de Luqu                                               | 碌曲县                                                        | Lùqū Xiàn                                                     |
| Prefeitura autónoma de Gannan 甘南藏族自治州 Gānnán zàngzú Zìzhìzhōu | Comarca de Xiahe                                              | 夏河县                                                        | Xiàhé Xiàn                                                    |